# Эберсберг, Йозеф Зигмунд
Йозеф Зигмунд Эберсберг (нем. Josef Sigmund Ebersberg; 22 марта 1799, Гросмугль, Нижняя Австрия — 27 октября 1854, Хернальс близ Вены) — австрийский писатель, журналист, редактор.

## Биография
С 1816 изучал право и философию в Венском университете. После успешного завершения учёбы, Эберсберг стал зарабатывал на жизнь в качестве частного репетитора в дворянских семьях.
В 1824 году Йозеф Зигмунд Эберсберг основал журнал для молодежи «Feierstunden». В 1831 — газету «Der ö sterreichische Zuschauer», которая в 1848 г. была главным органом австрийских консерваторов, выступала с острыми политическими статьями против сторонников революции 1848—1849 годов в Австрийской империи.
Из ранних произведений Й. Эберсберга наиболее значимы: «Еrzählungen für meine Söhne» (1835). Его «Erinnerungen an die Stürmischen Tage des Revolutionjahres 1848» и «Politische Fabeln» (1849) имеют более историческое, чем литературное значение.
В 1830 году женился на дочери тайного советника Й. Надори. В семье родилось два сына: писатель Карл Юлиус (1831—1876) и Оттокар Франц (1833—1886), ставшие впоследствии писателями.
В 1853 году Й. Эберсберг был награждён Золотым Крестом Заслуги.
Йозеф Зигмунд Эберсберг умер 27 октября 1854 года в городке Хернальс недалеко от Вены.

## Избранные произведения
- Der Mensch als Schöpfer und Zerstörer seines Glückes (1831)
- Das Buch vom guten und geselligen Tone (1834)
- Erzählungen für meine Söhne (1835)